# Goniastrea thecata
Goniastrea thecata là một loài san hô trong họ Faviidae. Loài này được Veron DeVantier & Turak mô tả khoa học năm 2000.